# The Ruthless Chronicles
Albums de King Tee
Ruff Rhymes: Greatest Hits Collection
(1998)
The Ruthless Chronicles est une compilation de King Tee (sous le nom de King T), sortie le 16 novembre 2004.

## Liste des titres
| No  | Titre                                         | Contient un (des) sample(s) de                                  | Durée |
| --- | --------------------------------------------- | --------------------------------------------------------------- | ----- |
| 1.  | Squeeze Ya Balls (featuring Baby S)           | The Dream de Patrice Rushen                                     | 3:58  |
| 2.  | Money (featuring Dr. Dre et Dawn Robinson)    |                                                                 | 4:17  |
| 3.  | Speak on It                                   |                                                                 | 3:31  |
| 4.  | As Life Goes By (featuring Defari)            | Stop, Look, Listen (To Your Heart) de Diana Ross et Marvin Gaye | 4:04  |
| 5.  | Ghetto (featuring Bad Azz et Young Maylay)    |                                                                 | 4:01  |
| 6.  | Sucka Free (featuring Threat)                 |                                                                 | 3:54  |
| 7.  | Let It Go (featuring Boss Mack)               |                                                                 | 4:10  |
| 8.  | Twist a Corner (featuring WC)                 |                                                                 | 4:17  |
| 9.  | The V                                         |                                                                 | 4:55  |
| 10. | Put Yo Hand In                                |                                                                 | 4:19  |
| 11. | Step on By (featuring Dr. Dre, Crystal et RC) |                                                                 | 5:17  |
| 12. | Blow Treez (featuring L.V.)                   |                                                                 | 4:26  |